# Herman de Hainaut
Herman de Hainaut, mort vers 1049, est comte de Mons et de la partie mériodionale du Brabant de 1039 à ca. 1049 et marquis de Valenciennes de 1048/1049 à ca. 1049. Il est le fils de Régnier V, comte de Mons, et de Mathilde de Verdun.

## Biographie
En 1046, il s'allie à Godefroy II de Basse-Lotharingie et à Baudouin V contre l'empereur et son épouse Richilde, qui aurait préféré une alliance avec l'empereur, tenta de le faire emprisonner par Wazon, évêque de Liège, mais ce dernier refuse.
En 1048/1049, à la mort de son beau-père Régnier de Hasnon (et grâce aux droits héréditaires de sa femme Richilde de Egisheim), il obtient le margraviat de Valenciennes, permettant de reconstituer complètement le Hainaut.
Herman meurt vers 1049. Sa veuve épouse le futur comte Baudouin VI de Flandre et écarte ses enfants de la succession, en les faisant entrer en religion.

## Mariage et enfants
Il épouse vers 1040 Richilde, probablement issue des comtes d'Eguisheim et de Dagsbourg. Ils ont :
- Roger († 1093), évêque de Châlons sur Marne ;
- Gertrude devenue religieuse de l'ordre de Saint-Benoît.

## Source
- Emile Varenbergh, « Herman », Académie royale de Belgique, Biographie nationale, vol. 9, Bruxelles, 1887 [détail des éditions], p. 257-258.